# Victoria (програма)
Victoria (укр. «Вікторія») — програмний продукт, розроблений білоруським приватним підприємцем, програмістом Казанським Сергієм Олеговичем, призначений для оцінки працездатності, тестування та дрібного ремонту жорстких дисків. Програма є вільно-розповсюджуваною, працює під управлінням ОС Windows та DOS.
Програма належить до утиліт, що працюють з обладнанням, призначеним для тестування безпосередньо через порти, тобто на базовому рівні. Це дозволяє отримати найвищі експлуатаційні якості з можливих, хоча й ускладнює процес створення та використання такого ПЗ.

## Загальна інформація
Версії програми, які виходили до 2004, крім ATA-стандарту підтримували також накопичувачі фірми Fujitsu в технологічному режимі (дозволяючи виконувати такі операції, як читання і запис ПЗУ, модулів мікрокоду, і т. д., за винятком запису модулів, яка була вимкнена в безоплатних версіях). Починаючи з версії 3.0, яка вийшла 22 квітня 2005, програма була значно вдосконалена і могла підтримувати будь-які носії інформації з інтерфейсами IDE та SATA. Технологічне меню для Fujitsu було вимкнене, і від нього залишилась лише можливість приховування дефектів.
2006 у світ вийшла 4.0 Windows-версія програми, що працює з IDE і SATA вінчестерами через порти. Починаючи з версії 4.2, завдяки додаванню можливості роботи з дисками через Windows API, з'явився доступ до накопичувачів на інтерфейсах USB, Flash, FireWire, SCSI та ін.
Додаток являє собою професійний інструмент, призначений в першу чергу для фахівців сервісних центрів, для допомоги в ремонті або відновленні інформації з жорстких дисків. Крім того, продукт також може бути корисний і звичайним користувачам у домашніх умовах, оскільки в ньому, крім іншого, присутні такі функції як:
1. Низькорівневе тестування — ця функція призначена для виявлення збійних ділянок (бед-секторів) поверхні жорсткого диска;[4]
2. Визначення середнього часу доступу — ця функція, крім інформаційної складової, яка б показала продуктивність тестованого примірника жорсткого диска, також дозволяє виявити майбутні дефекти шляхом сортування прочитаних блоків даних по часу доступу;[5];
3. Управління рівнем шуму — ця функція дозволяє регулювати швидкість переміщення головок жорсткого диска, знижуючи при цьому рівень шуму;
4. Стирання інформації без можливості відновлення;
5. Установка Master і User паролів ;

та багато інших.
Необхідно також зазначити, що в цій програмі зібрані практично всі можливі діагностичні інструменти і, на відміну від фірмових утиліт, що поставляються з конкретною моделлю жорсткого диска, в ній немає обмежень на підтримувані моделі.

## Версії
- Victoria 3.52 (DOS ~ 60 Кб)
- Victoria 4.46b (WINDOWS ~ 600 Кб)
- Victoria 4.47 (WINDOWS ~ 830 Кб) Версія Victoria 4.47 є неофіційною версією, зібраною ентузіастами на основі Victoria 4.46b. У ній був виправлений ряд помилок і додана підтримка архітектури x64 (доступний тільки режим API).
- Victoria 4.68b (WINDOWS ~ 681 Кб)
- Victoria 5.28

## Переваги
Джерело
- Програма безплатна
- Підтримає нові S.M.A.R.T. атрибути SSD-дисків
- Не вимагає установки (windows версія програми вимагає наявності в системній теці / system32/drivers / файлу porttalk.sys)
- Висока швидкість роботи завдяки прямому доступу до пристроїв
- Надмалий розмір дистрибутиву
- Програма підтримує багато різноманітних тестів
- Програма підтримує інтерфейс AHCI
- Починаючи з версії 4.54b підтримує команду TRIM[7].

## Вади
- Під час виконання тесту Random Seek часто викликають помилки.
- При одночасному запуску декількох екземплярів програми для перевірки читання/запису декількох дисків, швидкість виконання програми значно скорочується при візуальному промальовуванні таблиць блоків (варіант усунення — перейти на іншу вкладку програми після запуску перевірки).
- Має закритий вихідний код.